# Killing Joke (альбом, 1980)
Killing Joke (с англ. — «Убийственная шутка») — дебютный студийный альбом английской пост-панк-группы Killing Joke, выпущенный 5 октября 1980 года лейблами E.G. Records и Polydor Records.
Альбом дебютировал на 41-й строчке в UK Albums Chart 26 октября 1980 года, а позже достиг 39-й строчки.

## Предыстория
Вокалист и клавишник Джез Коулман познакомился с барабанщиком Полом Фергюсоном в конце 1978 года. В феврале 1979 года они поместили объявление в журнале Melody Maker со словами: «Хотите стать частью Killing Joke? — тотальная публичность, тотальная анонимность, тотальная эксплуатация!». Вскоре они наняли гитариста Джорди Уокера, а затем басиста Мартина «Youth» Гловера.
Группа была образована в июне 1979 года. Коулман сказал, что их манифестом в то время было «определить изысканную красоту атомного века с точки зрения стиля, звука и формы». Коулман дал объяснение относительно их названия: 

Killing Joke похоже на то, когда люди смотрят по телевизору что-то вроде Монти Пайтона и смеются, хотя на самом деле они смеются над собой. Это как солдат в первой мировой войне. Он в траншее, он знает, что жизни у него нет и что в течение следующих десяти минут он будет умирать… а потом вдруг он понимает, что какая-то сука в Вестминстере его заподозрила: «Зачем я это делаю? Я не хочу никого убивать, меня просто контролируют».
 Группа отыграла свой дебютный концерт 4 августа 1979 года в Брокворте, Уиткомб Лодж, подогревая такие группы, как The Ruts и The Selecter.

## Запись
Выпустив несколько синглов, они записали свой дебютный одноимённый альбом в августе 1980 года в Marquee Studios в Лондоне, вскоре после небольшого тура в поддержку мини-альбома Almost Red (1979 г.).
Альбом был специально спродюсирован группой самостоятельно. Им нужен был только инженер, «который мог бы применить свои технические знания к тому, что мы хотим, так, как мы этого хотим. Он должен принять нас такими, какие мы есть». Группа записали альбом вживую в студии настолько «базово», насколько это было возможно, «без наложения, о котором можно было бы говорить». Фергюсон объяснил следующее: «Разница заключается в сведении». Инженер Фил Хардинг считает, что запись альбома могла занять всего две недели. Тексты песен для альбома были написаны Коулманом и Фергюсоном, выражающими их мнения по таким вопросам, как политика, смерть, лицемерие, человеческая натура, загрязнение окружающей среды и изгнание.

## Художественное оформление
Иллюстрация альбома была основана на фотографии Дона Маккаллина, на которой молодые бунтовщики пытаются спастись от облаков «газа Сирень», выпущенного Британской армией в Дерри, Северная Ирландия, 8 июля 1971 года во время «Смуты». Оригинальный снимок был сделан за несколько месяцев до дня, ныне известного как Кровавое воскресенье, который произошёл в том же городе в начале 1972 года.

## Выпуск
Альбом Killing Joke был выпущен 5 октября 1980 года лейблом E.G. Records, который в то время распространялся лейблом Polydor Records. Группа рассматривала возможность назвать альбом Tomorrow’s World.
25 октября 1980 года он вошёл в UK Albums Chart и в итоге достиг 39-го места. С альбома вышло два сингла: «Wardance» и «Requiem». «Wardance» не попал в чарты Великобритании, но достиг 50-го места в американском чарте синглов Billboard Dance Music/Club Play. «Requiem» же также не попал в чарты Великобритании, но достиг 43-го места в том же Billboard Dance Music/Club Play.
В переизданиях альбома 2005 и 2008 годов было несколько бонус-треков, которые являлись ранее выпущенными как би-сайды и демо-треки (как это было в оригинальном американском релизе).

## Критический приём
| Оценки критиков               | Оценки критиков |
| Источник                      | Оценка          |
| ----------------------------- | --------------- |
| AllMusic                      | [ 16 ]          |
| The Austin Chronicle          | [ 17 ]          |
| Encyclopedia of Popular Music | [ 18 ] [ 19 ]   |
| Mojo                          | [ 20 ]          |
| MusicHound Rock               | 5/5             |
| Select                        | 5/5             |
| Uncut                         | 9/10            |

В своём ретроспективном обзоре Брэдли Торреано из AllMusic похвалил альбом, написав: «С 1980 года было сотни групп, которые звучали так, но до того, как Стив Альбини и Эл Йоргенсен сделали его модным, холодная метал-пульсация Killing Joke была захватывающей и свежей», назвав его «андеграундной классикой» — это «заслуживает лучшего, чем их относительный неизвестный статус». В биографии группы он был назван «выдающимся дебютным альбомом, который запечатлел не только их определяющее звучание, но и леденящую душу апокалиптическую тоску по поводу грядущего мира».
На Sputnikmusic альбом назвали «пост-панковым шедевром трайбл-фанк-рока и измельчающего хэви-метала с подходящей для рока лирикой и спленетичным вокалом». В 2019 году музыкальный сайт Pitchfork поместил альбом на 9-е место в своем списке «33 лучших индастриал-альбомов всех времён».

### Влияние
Все отмахнулись от него, а потом, восемь лет спустя, нам сказали, что это был новаторский альбом. Люди непостоянны, и вы должны поддерживать свои собственные творения.
Альбом был назван «андеграундной классикой» для поклонников «тяжёлой музыки». Дэйв Грол назвал его одним из своих любимых альбомов. Песня «The Wait» была записана группой Metallica на переизданном мини-альбоме The $5.98 E.P.: Garage Days Re-Revisited в 1987 году, а позже была включена в Garage Inc. «Primitive» была записана группой Helmet в 1993 году в качестве А-сайда к их синглу «Primitive», а позже добавлена в их сборник Born Annoying. Песня «Requiem» была записана Foo Fighters в 1997 году в качестве би-сайда к синглу «Everlong». Японская группа The Mad Capsule Markets записала кавер на песню «Wardance» на своём альбоме 2001 года 010.
Альбом был включен в книгу «Тысяча и один музыкальный альбом, который стоит прослушать, прежде чем вы умрёте».

## Список композиций
Все тексты написаны Джезом Коулманмо и Полом Фергюсоном, вся музыка написана группой Killing Joke (Дж. Коулман, Джорди Уокер, Youth, Пол Фергюсон), за исключением отмеченных.
| №                   | Название            | Музыка                            | Длительность |
| ------------------- | ------------------- | --------------------------------- | ------------ |
| 1.                  | «Requiem»           |                                   | 3:45         |
| 2.                  | «Wardance»          |                                   | 3:49         |
| 3.                  | «Tomorrow's World»  |                                   | 5:31         |
| 4.                  | «Bloodsport»        | Джорди Уокер, Youth, Пол Фергюсон | 4:46         |
| 5.                  | «The Wait»          |                                   | 3:45         |
| 6.                  | «Complications»     |                                   | 3:08         |
| 7.                  | «S.O.36»            |                                   | 6:52         |
| 8.                  | «Primitive»         |                                   | 3:37         |
| Общая длительность: | Общая длительность: | Общая длительность:               | 35:10        |

| №   | Название                   | Длительность |
| --- | -------------------------- | ------------ |
| 9.  | «Change»                   | 4:01         |
| 10. | «Requiem (Single Version)» | 3:47         |
| 11. | «Change (Dub)»             | 4:00         |
| 12. | «Primitive (Rough Mix)»    | 3:35         |
| 13. | «Bloodsport (Rough Mix)»   | 4:50         |

- Примечание: Оригинальный американский релиз включал трек «Change» между треками «Complications» и «S.O.36».

## Участники записи
| Killing Joke - Джез Коулман — вокал, синтезатор - Кевин «Джорди» Уокер — гитара - Мартин «Youth» Гловер — бас-гитара - Пол Фергюсон — бэк-вокал, барабаны | Производственный персонал - Killing Joke — продюсеры - Фил Хардинг — звукорежиссёр, сведение (не указан в буклете) - Майк Коулз — художественное оформление (не указан в буклете) - Дон Маккаллин — фотограф (не указан в буклете) |

## Чарты
| Чарт (1980 г.)                   | Высшая позиция |
| -------------------------------- | -------------- |
| Великобритания (UK Albums Chart) | 39             |

| Год  | Сингл      | Чарт                                | Высшая позиция |
| ---- | ---------- | ----------------------------------- | -------------- |
| 1980 | «Wardance» | U.S. Billboard Hot Dance Club Songs | 50             |
| 1980 | «Requiem»  | U.S. Billboard Hot Dance Club Songs | 43             |